# William Squire Kenyon

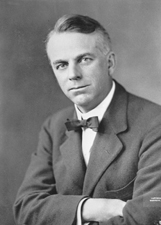
William Squire Kenyon

William Squire Kenyon (* 10. Juni 1869 in Elyria, Lorain County, Ohio; † 9. September 1933 im Sagadahoc County, Maine) war ein US-amerikanischer Politiker und Jurist. Zwischen 1911 und 1922 vertrat er den Bundesstaat Iowa im US-Senat.

## Werdegang
William Kenyon besuchte die öffentlichen Schulen in Iowa, wohin er bereits im Jahr 1870 mit seiner Familie gezogen war. Danach absolvierte er das dortige Grinnell College. Nach einem anschließenden Jurastudium an der Iowa State University und seiner im Jahr 1891 erfolgten Zulassung als Rechtsanwalt begann er in Fort Dodge (Iowa) in seinem neuen Beruf zu arbeiten. Zwischen 1892 und 1896 war er Bezirksstaatsanwalt im Webster County. Anschließend nahm er am Spanisch-Amerikanischen Krieg von 1898 teil. Zwischen 1900 und 1902 war er Bezirksrichter im elften Gerichtsbezirk des Staates Iowa. Anschließend arbeitete er als juristischer Berater für die Illinois Central Railroad Eisenbahngesellschaft. In den Jahren 1910 und 1911 war er als Assistant Attorney General für das Bundesjustizministerium tätig. Politisch schloss er sich der Republikanischen Partei an.
Nach dem Tod von US-Senator Jonathan P. Dolliver wurde Lafayette Young vom Gouverneur zu dessen kommissarischem Nachfolger berufen. Die offizielle Nominierung für dieses Amt stand aber der Iowa General Assembly (IGA) zu, die sich aus dem Senat von Iowa und dem Repräsentantenhaus von Iowa zusammensetzt. Im Jahr 1911 kam es dort zu insgesamt 67 Wahlgängen zur Neubesetzung des Senatorenamts. Dabei setzte sich schließlich Kenyon gegen Young durch. Am 12. April 1911 konnte er sein neues Mandat in Washington, D.C. antreten. Im Jahr 1913 wurde er erneut von der IGA in diesem Amt bestätigt. Danach trat der 17. Zusatzartikel zur Verfassung der Vereinigten Staaten in Kraft, der das Wahlrecht der US-Senatoren reformierte und staatsweite Volkswahlen vorschrieb. Im Jahr 1918 wurde William Kenyon nach dem neuen Wahlrecht wiedergewählt. Im Senat unterstützte er mehrere Anti-Trust Gesetze. Außerdem gehörte er mehreren Ausschüssen an. Zwischenzeitlich leitete er den Ausschuss zur Kontrolle der Ausgaben des Außenministeriums. Außerdem war er Mitglied im Ausschuss zur Kontrolle der Ausgaben des Kriegsministeriums, des Bildungsausschusses, des Philippinen Ausschusses und des Ausschusses für Maße und Gewichte. Er war auch ein Befürworter der Prohibition. Nach dem Ersten Weltkrieg stand seine Republikanische Partei in Opposition zu einem amerikanischen Beitritt zum Völkerbund, der damals auf Anregung von Präsident Woodrow Wilson gegründet wurde. Unter bestimmten Bedingungen wären Kenyon und einige wenige andere Republikaner bereit gewesen für den Beitritt der Vereinigten Staaten in diese Völkergemeinschaft zu stimmen. Deren Forderungen stießen aber beim Präsidenten auf Ablehnung, so dass er schließlich gegen den Beitritt stimmte. 
Nachdem Kenyon im Jahr 1922 zum Bundesberufungsrichter am achten Gerichtshof ernannt worden war, legte er am 24. Februar 1922 sein Mandat als Class-2-Kategorie Senator nieder. In den folgenden Jahren wurde er mit mehreren politischen Ämtern in Verbindung gebracht. Im Jahr 1924 erhielt er auf der Republican National Convention 172 Stimmen im Ersten Wahlgang für die Nominierung zum Vizepräsidentschaftskandidaten. Das reichte allerdings nicht aus. Schließlich wurde Charles Dawes nominiert. Unter der Präsidentschaft von Calvin Coolidge lehnte er zwei Berufungen in dessen Kabinett ab. Coolidges Nachfolger Herbert Hoover berief ihn 1929 in die sogenannte Wickersham Commission, die sich mit den Ursachen der Kriminalität befasste. Gleichzeitig behielt Kenyon aber sein Amt als Bundesrichter. Er starb am 9. September 1933 in seinem Sommerwohnsitz Sebasco Estates im Bundesstaat Maine.